# George D. Gangas
George D. Gangas (ur. 17 lutego 1896, zm. 28 lipca 1994) – amerykański działacz religijny greckiego pochodzenia, członek Ciała Kierowniczego Świadków Jehowy.

## Życiorys
Z pochodzenia był Grekiem. Urodził się na terenie dzisiejszej Turcji w okolicach miasta Koushadasi (Efez), w czasie pierwszej wojny światowej wyjechał do Aten. W 1920 roku wyemigrował do Stanach Zjednoczonych do miasta Marietta, (stan Ohio).
W wieku 25 lat (15 lipca 1921 roku) został ochrzczony na kongresie jako Międzynarodowy Badacz Pisma Świętego (tak wówczas nazywali się Świadkowie Jehowy). W marcu 1928 roku rozpoczął pełnoczasową służbę kaznodziejską – jako tzw. pionier. 31 października 1928 roku został niepłatnym pracownikiem Biura Głównego Towarzystwa Strażnica w Nowym Jorku. W latach czterdziestych XX wieku był tłumaczem publikacji Świadków Jehowy na język grecki. 15 października 1971 roku został członkiem Ciała Kierowniczego Świadków Jehowy. Wśród licznych podróży zagranicznych, w 1985 roku był obecny na kongresie międzynarodowym „Lud zachowujący prawość” w Atenach. Z 98 lat życia, 66 lat był wolontariuszem w Biurze Głównym Świadków Jehowy. Biegle posługiwał się językiem angielskim, greckim i hiszpańskim.